# Chacma
Papio ursinus · Babouin chacma
Espèce
Synonymes
- Papio hamadryas ursinus

Statut de conservation UICN

 LC  : Préoccupation mineure
Statut CITES
Le Chacma ou Babouin chacma (Papio ursinus) est une espèce de gros babouins de savane. Il s'agit de la plus grande et la plus grosse espèce du genre Papio.

## Description

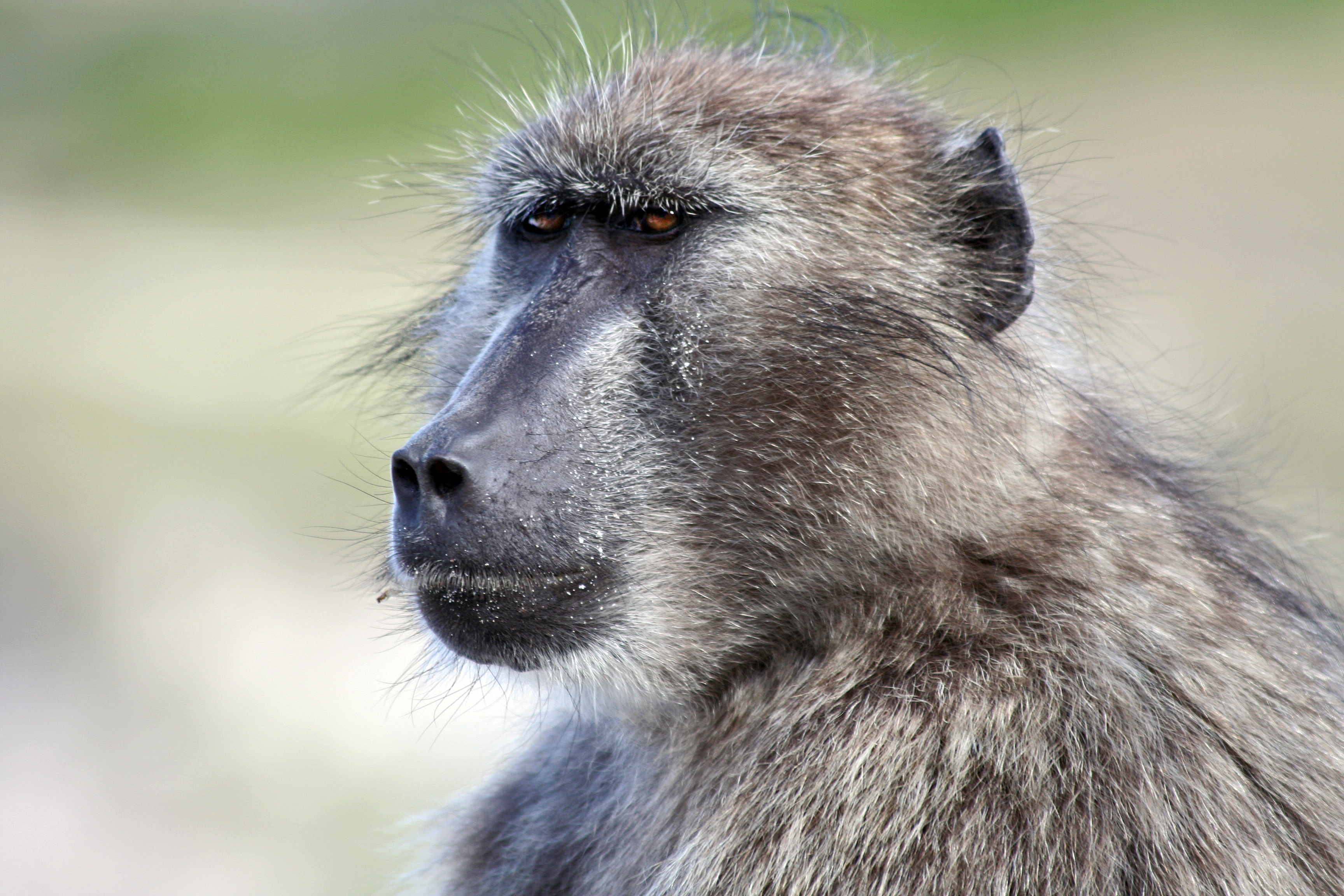
Tête de babouin chacma.

Son pelage est gris cendre, tirant sur le blanc ou sur l'ocre selon les individus. La fourrure est également plus courte et moins fournie que chez les autres espèces de babouin sauf le babouin cynocéphale dont il partage les caractéristiques.

## Structure sociale

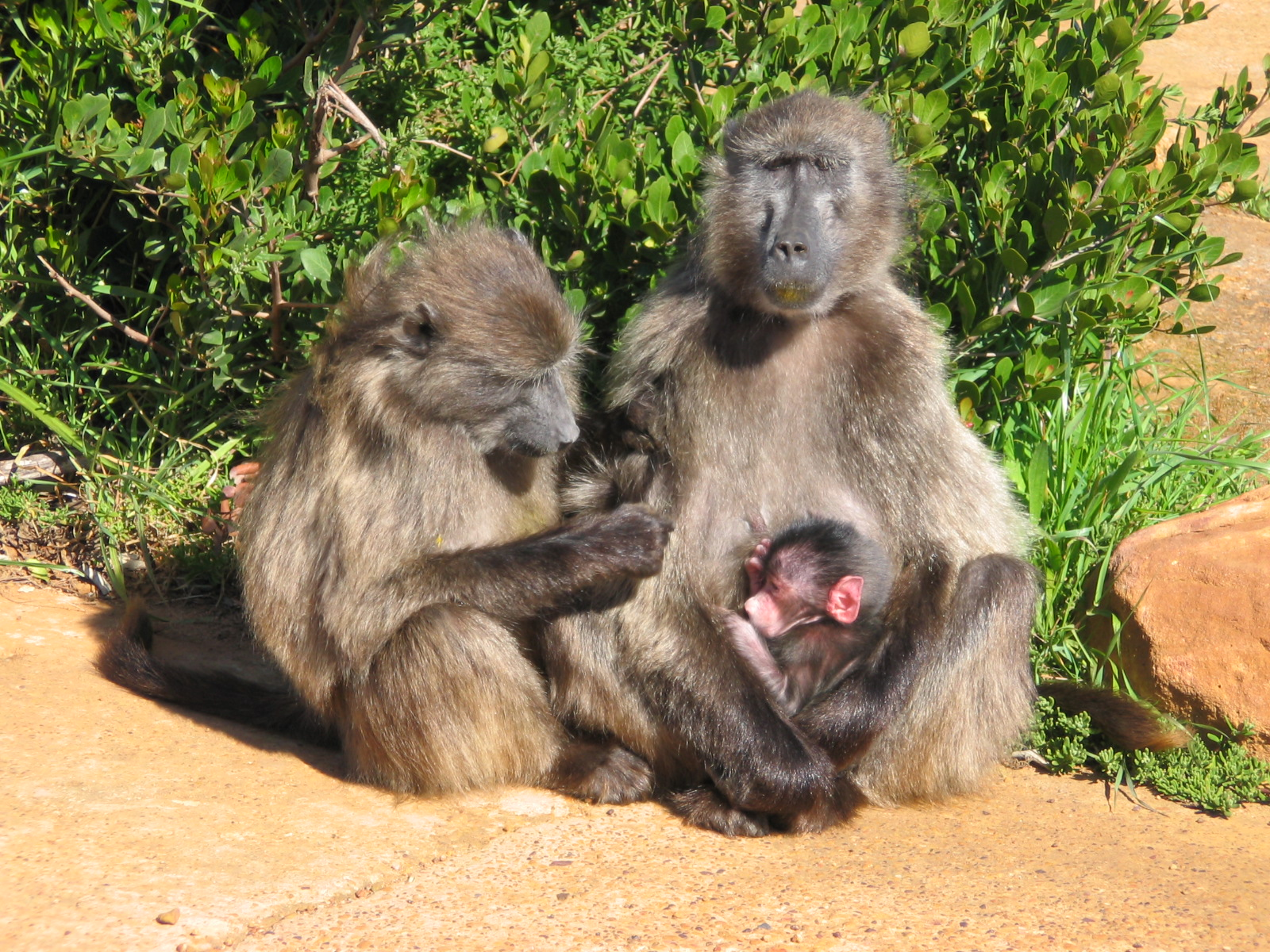
Une séance de toilettage social.

Dans les études menées en milieu naturel, la taille des groupes sociaux varie principalement de 20 à 50 individus avec une moyenne de 41 babouins par groupe en sachant que les valeurs extrêmes s'étalent de 9 à 128 individus par groupe. Les groupes sociaux sont multi-mâles multi-femelles avec un sex-ratio de 0,57 c'est-à-dire un peu moins de 2 femelles pour 1 mâle. Des très petits groupes mono-mâles ont été signalés, ce qui peut rappeler l'organisation de type "harem" rencontrée chez le babouin hamadryas mais il convient de garder à l'esprit que cette configuration est rare et qu'elle s'explique en partie par la petitesse du groupe.

## Reproduction

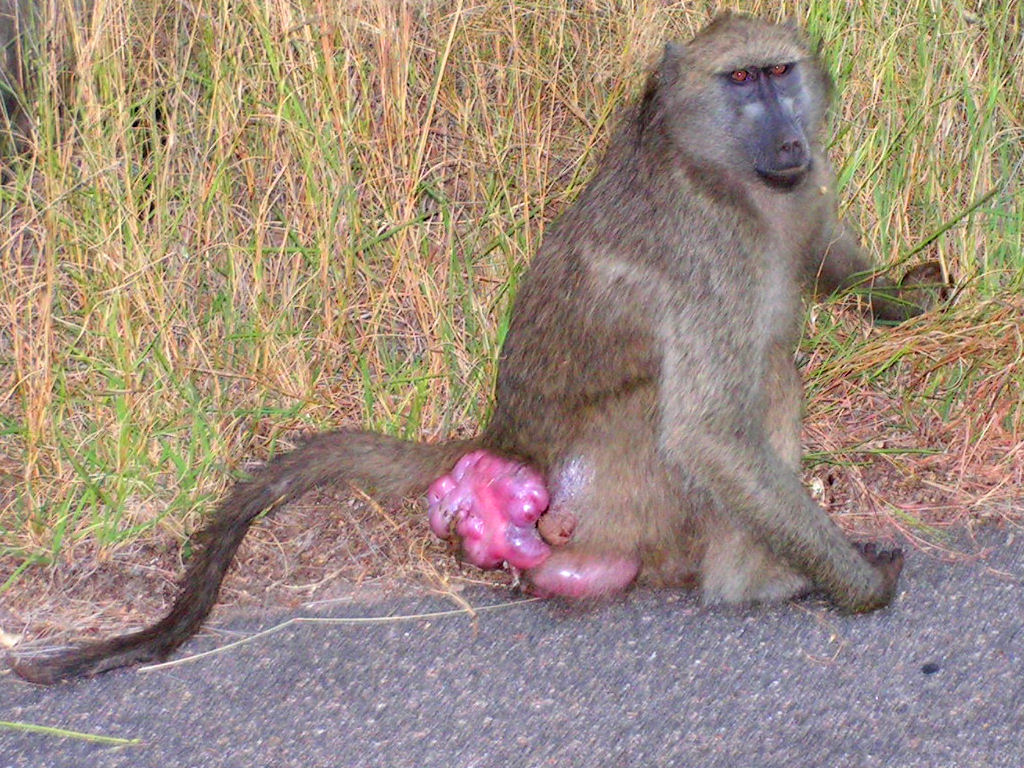
Une femelle chacma en œstrus au Parc national Kruger en Afrique du Sud.

Les femelles atteignent la maturité sexuelle vers 38 mois. Celle-ci se traduit par une période d'œstrus caractérisé par un gonflement parfois spectaculaire de la peau ano-génitale. Le cycle œstrien est de 35,6 jours en moyenne. La durée de gestation est en moyenne de 187 jours (173 à 193 jours). Ceci conduit les femelles à donner naissance à leur premier petit vers 44,4 mois en moyenne. Les femelles ont un petit tous les 1,5 à 2 ans en moyenne. Les petits naissent avec une fourrure brun très foncé, presque noir qui s'éclaircira avec le temps jusqu'à devenir comparable à celle des adultes entre 6 mois et 1 an.

## Répartition

Aires de répartition des 3 sous-espèces.

Son aire de répartition s'étend en Afrique australe au sud de celle du babouin cynocéphale Papio cynocephalus, principalement au Zimbabwe et en Afrique du Sud mais aussi dans une moindre mesure au Botswana, au Mozambique et en Namibie.

## Liste des sous-espèces
Selon Mammal Species of the World (version 3, 2005)  (8 juillet 2014) :
- sous-espèce Papio ursinus griseipes

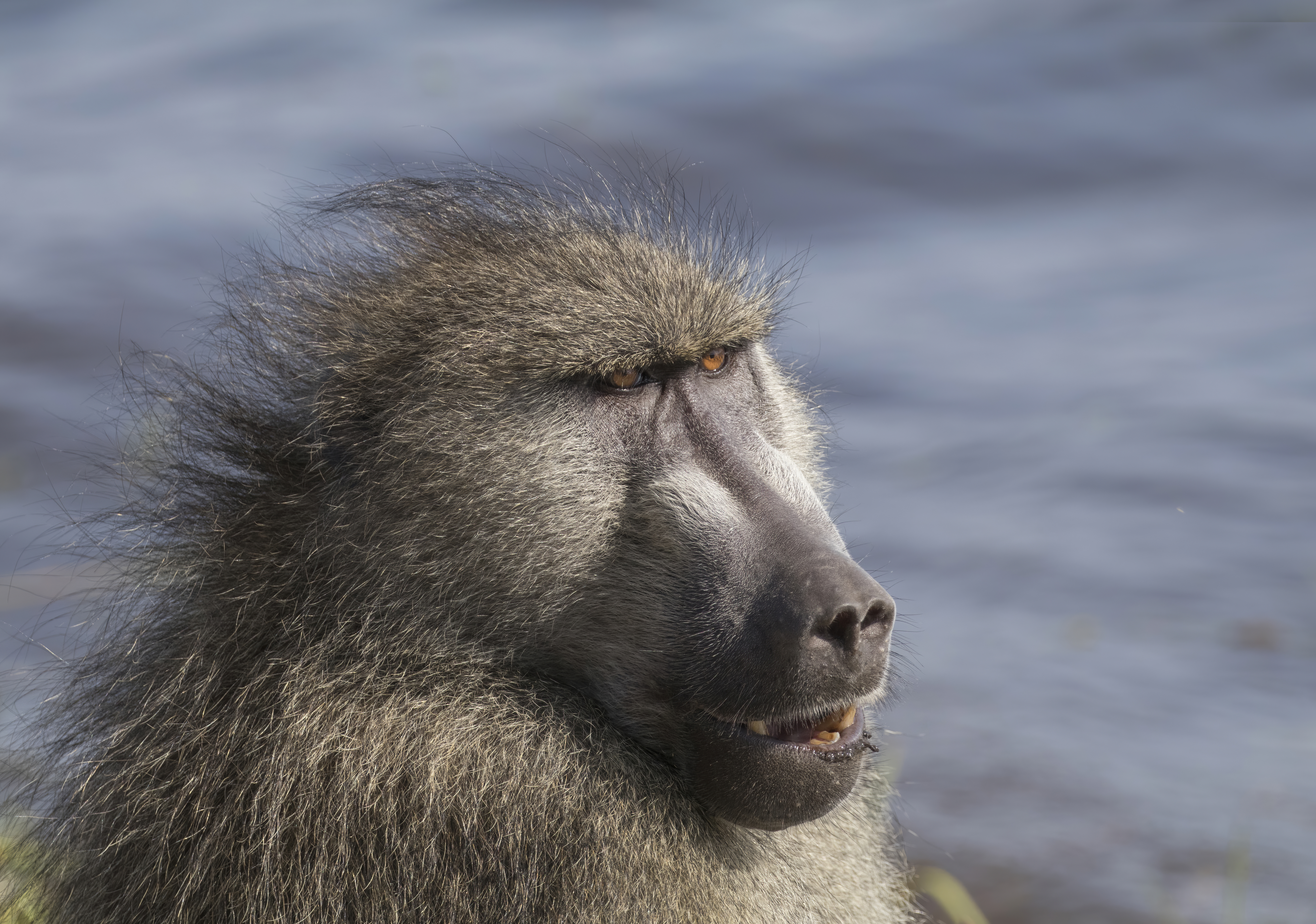
Un mâle dans le parc national de Chobe (Botswana).

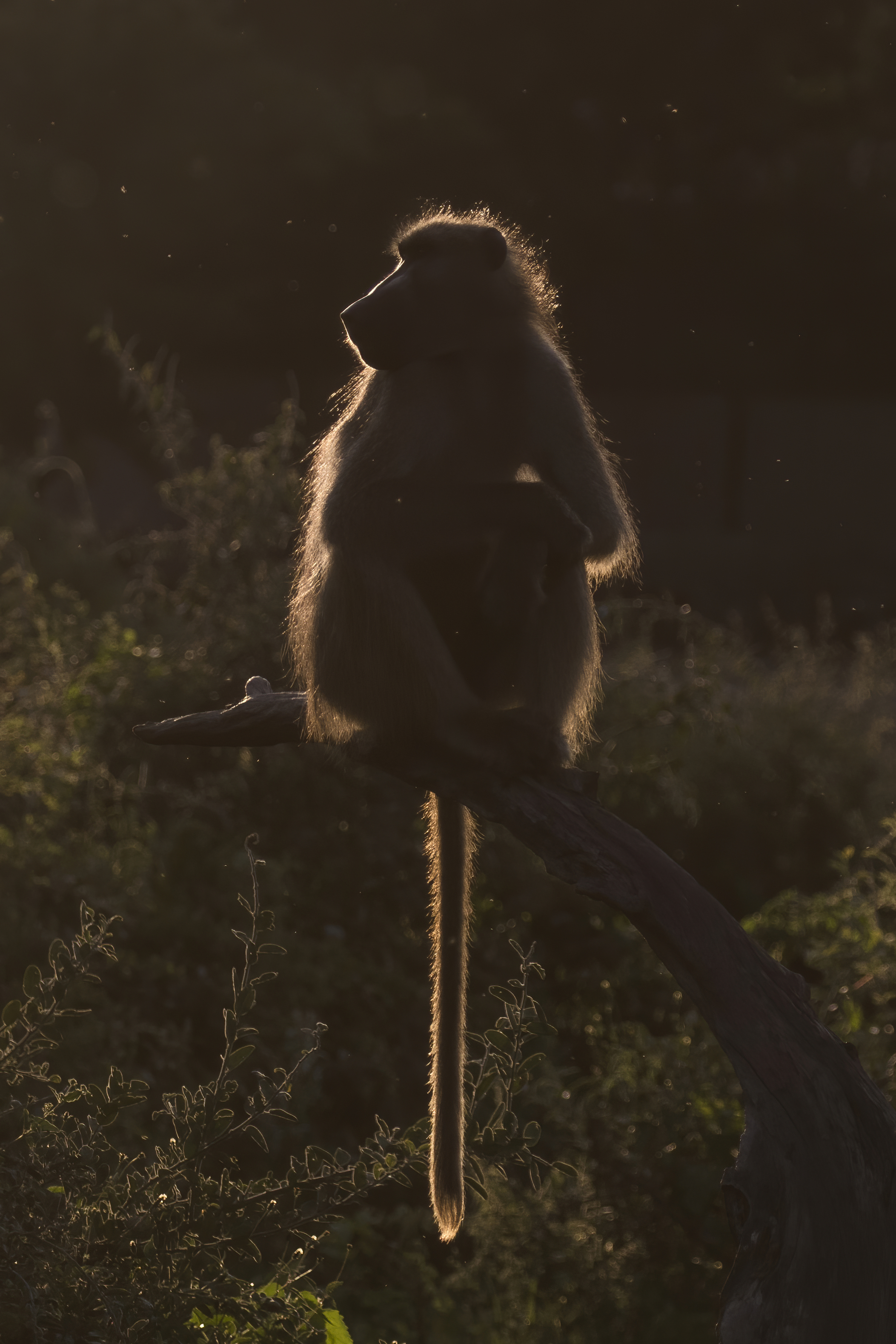
Papio ursinus ruacana au Zimbabwe. Mars 2018.

- sous-espèce Papio ursinus ruacana
- sous-espèce Papio ursinus ursinus.